# Veadeiro nacional
Veadeiro nacional är en hundras från Brasilien. Den har sitt ursprung i korsningar mellan iberiska podencos och braquehundar som kolonisatörerna fört med sig. Den har använts för jakt på både pampashjort och jaguar. Den jagar med både synen och luktsinnet. Rasen är nationellt erkänd av den brasilianska kennelklubben Confederação Brasileira de Cinofilia.